# Villages du Lac de Paladru
Villages du Lac de Paladru is een gemeente in het Franse departement Isère (regio Auvergne-Rhône-Alpes). De plaats maakt deel uit van het arrondissement La Tour-du-Pin. Villages du Lac de Paladru is op 1 januari 2017 ontstaan door de fusie van de gemeenten Paladru en Le Pin. De gemeente telde 2.614 inwoners op 1 januari 2022.

## Geografie
De oppervlakte van Villages du Lac de Paladru bedroeg op 1 januari 2022 21,24 vierkante kilometer; de bevolkingsdichtheid was toen 123,1 inwoners per km².

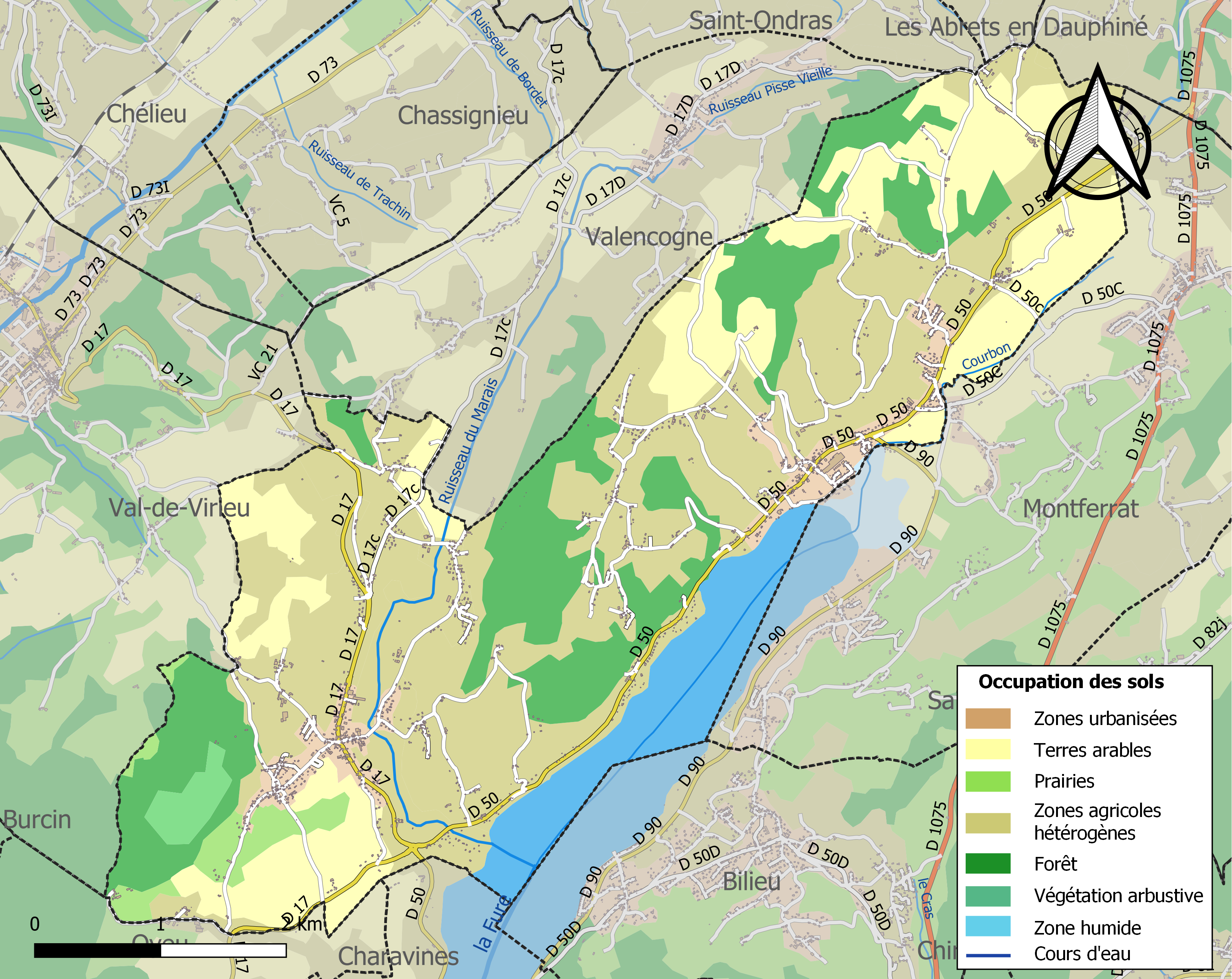
Kaart van de gemeente met de belangrijkste infrastructuur, bodemgebruik en omliggende gemeenten